# Список 100 найкращих гравців НХЛ за версією журналу The Hockey News
Нижче представлений список 100 найкращих гравців Національної хокейної ліги (НХЛ) усіх часів за версією журналу The Hockey News. Список створений у 1997 році, коли журнал The Hockey News відзначав свій 50-річний ювілей і на честь якого було зібрано групу експертів, щоб остаточно визначити 50 найкращих гравців НХЛ усіх часів. У кінцевому підсумку перше місце посів канадський хокеїст українського походження Вейн Грецкі, витіснивши Боббі Орра та Горді Хоу. Ідея створення списку належить головному редактору журналу The Hockey News Кену Кемпбеллу.
Рік потому журнал наново опублікував багато ілюстроване видання великого формату із розширеним списком найкращих гравців НХЛ усіх часів, що вже включав 100 спортсменів. З тих пір список слугував як остаточний список хокеїстів найкращих часів. Як судді у відбірці списку найкращих гравців брали участь письменники, журналісти, радіоведучі, а також тренери, рефері, генеральні директори і колишні гравці.
2010 року журнал The Hockey News опублікував оновлений список 100 найкращих гравців НХЛ усіх часів, але вже з розбивкою спортсменів за їхніми ігровими позиціями. Оновлений список містив не тільки колишніх зірок хокею, що входили до списків попередніх публікацій, а й нову десятку теперішніх гравців.

## 100 найкращих гравців
|  | Відзначено гравців, що виступають в НХЛ до цього дня |
|  | Обрані до Зали слави хокею                           |

| №   | Ім'я             | Громадянство | Ігрова кар'єра       | Команда            |
| --- | ---------------- | ------------ | -------------------- | ------------------ |
| 1   | Вейн Грецкі      | Канада       | 1978–1999            | Едмонтон Ойлерс    |
| 2   | Боббі Орр        | Канада       | 1966–1978            | Бостон Брюїнс      |
| 3   | Горді Хоу        | Канада       | 1946–1997            | Детройт Ред-Вінгс  |
| 4   | Маріо Лем'є      | Канада       | 1984–2006            | Піттсбург Пінгвінс |
| 5   | Моріс Рішар      | Канада       | 1942–1960            | Монреаль Канадієнс |
| 6   | Даг Гарві        | Канада       | 1945–1969            | Монреаль Канадієнс |
| 7   | Жан Беліво       | Канада       | 1950–1971            | Монреаль Канадієнс |
| 8   | Боббі Галл       | Канада       | 1957–1980            | Чикаго Блекгокс    |
| 9   | Террі Савчук     | Канада       | 1949–1970            | Детройт Ред-Вінгс  |
| 10  | Едді Шор         | Канада       | 1926–1940            | Бостон Брюїнс      |
| 11  | Гі Лефлер        | Канада       | 1971–1984, 1988–1991 | Монреаль Канадієнс |
| 12  | Марк Мессьє      | Канада       | 1978–2004            | Ванкувер Канакс    |
| 13  | Жак Плант        | Канада       | 1952–1975            | Едмонтон Ойлерс    |
| 14  | Реймонд Бурк     | Канада       | 1979–2001            | Колорадо Аваланч   |
| 15  | Гові Моренц      | Канада       | 1923–1937            | Нью-Йорк Рейнджерс |
| 16  | Глен Голл        | Канада       | 1951–1971            | Сент-Луїс Блюз     |
| 17  | Стенлі Микита    | Словаччина   | 1958–1980            | Чикаго Блекгокс    |
| 18  | Філ Еспозіто     | Канада       | 1963–1981            | Чикаго Блекгокс    |
| 19  | Деніс Потвін     | Канада       | 1973–1988            | Нью-Йорк Айлендерс |
| 20  | Майк Боссі       | Канада       | 1977–1987            | Нью-Йорк Айлендерс |
| 21  | Тед Ліндсей      | Канада       | 1944–1960, 1964–1965 | Чикаго Блекгокс    |
| 22  | Патрік Руа       | Канада       | 1985–2003            | Монреаль Канадієнс |
| 23  | Ред Келлі        | Канада       | 1947–1967            | Торонто Мейпл-Ліфс |
| 24  | Боббі Кларк      | Канада       | 1969–1984            | Філадельфія Флаєрс |
| 25  | Леррі Робінсон   | Канада       | 1971–1992            | Лос-Анджелес Кінгс |
| 26  | Кен Драйден      | Канада       | 1970–1979            | Монреаль Канадієнс |
| 27  | Френк Маховлич   | Канада       | 1957–1979            | Бірмінгем Булс     |
| 28  | Мілт Шмідт       | Канада       | 1936–1942, 1946–1955 | Бостон Брюїнс      |
| 29  | Пол Коффі        | Канада       | 1980–2001            | Бостон Брюїнс      |
| 30  | Генрі Річард     | Канада       | 1955–1975            | Монреаль Канадієнс |
| 31  | Браєн Тротьє     | Канада       | 1975–1994            | Піттсбург Пінгвінс |
| 32  | Дікі Мур         | Канада       | 1951–1968            | Сент-Луїс Блюз     |
| 33  | Невсі Лалонд     | Канада       | 1904–1927            | Нью-Йорк Амеріканс |
| 34  | Сіл Еппс         | Канада       | 1936–1948            | Торонто Мейпл-Ліфс |
| 35  | Білл Дернан      | Канада       | 1944–1950            | Монреаль Канадієнс |
| 36  | Чарлі Конахер    | Канада       | 1929–1941            | Нью-Йорк Амеріканс |
| 37  | Яромір Ягр       | Чехія        | 1988-2017            | Авангард           |
| 38  | Марсель Діонн    | Канада       | 1971–1989            | Нью-Йорк Рейнджерс |
| 39  | Джо Мелоун       | Канада       | 1910–1924            | Монреаль Канадієнс |
| 40  | Кріс Челіос      | США          | 1983–2010            | Атланта Трешерс    |
| 41  | Діт Клаппер      | Канада       | 1927–1947            | Бостон Брюїнс      |
| 42  | Берні Джеффріон  | Канада       | 1950–1968            | Нью-Йорк Рейнджерс |
| 43  | Тім Гортон       | Канада       | 1949–1974            | Баффало Сейбрс     |
| 44  | Білл Кук         | Канада       | 1926–1937            | Нью-Йорк Рейнджерс |
| 45  | Джонні Буцик     | Канада       | 1955–1978            | Бостон Брюїнс      |
| 46  | Джордж Гейнсворт | Канада       | 1926–1937            | Торонто Мейпл-Ліфс |
| 47  | Гілберт Перро    | Канада       | 1970–1987            | Баффало Сейбрс     |
| 48  | Макс Бентлі      | Канада       | 1940–1954            | Нью-Йорк Рейнджерс |
| 49  | Бред Парк        | Канада       | 1968–1985            | Нью-Йорк Рейнджерс |
| 50  | Ярі Куррі        | Фінляндія    | 1977–1998            | Колорадо Аваланч   |
| 51  | Нельс Стюарт     | Канада       | 1925–1940            | Нью-Йорк Амеріканс |
| 52  | Кінг Кленсі      | Канада       | 1921–1937            | Торонто Мейпл-Ліфс |
| 53  | Білл Ковлі       | Канада       | 1934–1947            | Бостон Брюїнс      |
| 54  | Ерік Ліндрос     | Канада       | 1992–2007            | Даллас Старс       |
| 55  | Бушер Джексон    | Канада       | 1929–1944            | Бостон Брюїнс      |
| 56  | Петер Штястний   | Чехія        | 1975–1995            | Сент-Луїс Блюз     |
| 57  | Тед Кеннеді      | Канада       | 1942–1957            | Торонто Мейпл-Ліфс |
| 58  | Енді Батгейт     | Канада       | 1952–1975            | Піттсбург Пінгвінс |
| 59  | П'єр Пілоте      | Канада       | 1955–1969            | Торонто Мейпл-Ліфс |
| 60  | Турк Брода       | Канада       | 1935 – 1952          | Торонто Мейпл-Ліфс |
| 61  | Френк Буше       | Канада       | 1921–1944            | Нью-Йорк Рейнджерс |
| 62  | Сі Деннені       | Канада       | 1914–1929            | Бостон Брюїнс      |
| 63  | Берні Парент     | Канада       | 1965–1979            | Філадельфія Флаєрс |
| 64  | Бретт Галл       | Канада       | 1986–2005            | Фінікс Койотс      |
| 65  | Орель Жоліа      | Канада       | 1922–1938            | Монреаль Канадієнс |
| 66  | Toe Блейк        | Канада       | 1934–1948            | Монреаль Канадієнс |
| 67  | Френк Брімсек    | США          | 1938–1950            | Чикаго Блекгокс    |
| 68  | Елмер Лач        | Канада       | 1940–1954            | Монреаль Канадієнс |
| 69  | Дейв Кеон        | Канада       | 1960–1982            | Гартфорд Вейлерс   |
| 70  | Грант Фюр        | Канада       | 1981–2000            | Калгарі Флеймс     |
| 71  | Браєн Літч       | США          | 1987–2006            | Бостон Брюїнс      |
| 72  | Ерл Сейберт      | Канада       | 1931–1947            | Детройт Ред-Вінгс  |
| 73  | Даг Бентлі       | Канада       | 1939–1954            | Нью-Йорк Рейнджерс |
| 74  | Бер'є Сальмінг   | Швеція       | 1970–1993            | Детройт Ред-Вінгс  |
| 75  | Жорж Везіна      | Канада       | 1910–1925            | Монреаль Канадієнс |
| 76  | Чарлі Гардінер   | Канада       | 1927–1934            | Чикаго Блекгокс    |
| 77  | Клінт Бенедікт   | Канада       | 1912–1931            | Монреаль Марунс    |
| 78  | Стів Айзерман    | Канада       | 1983–2006            | Детройт Ред-Вінгс  |
| 79  | Тоні Еспозіто    | Канада       | 1967–1984            | Чикаго Блекгокс    |
| 80  | Біллі Сміт       | Канада       | 1970–1989            | Нью-Йорк Айлендерс |
| 81  | Серж Савар       | Канада       | 1966–1983            | Вінніпег Джетс     |
| 82  | Алекс Дельвеккіо | Канада       | 1950–1974            | Детройт Ред-Вінгс  |
| 83  | Бейб Дай         | Канада       | 1919–1931            | Торонто Мейпл-Ліфс |
| 84  | Лорн Шабо        | Канада       | 1926–1937            | Нью-Йорк Амеріканс |
| 85  | Сід Абель        | Канада       | 1938–1954            | Чикаго Блекгокс    |
| 86  | Боб Гейні        | Канада       | 1973–1989            | Монреаль Канадієнс |
| 87  | Джонні Бавер     | Канада       | 1945–1970            | Торонто Мейпл-Ліфс |
| 88  | Спраг Клегхорн   | Канада       | 1909–1929            | Бостон Брюїнс      |
| 89  | Майк Гартнер     | Канада       | 1978–1998            | Фінікс Койотс      |
| 90  | Норм Ульман      | Канада       | 1955–1977            | Торонто Мейпл-Ліфс |
| 91  | Свіні Шрайнер    | Канада       | 1933–1946            | Торонто Мейпл-Ліфс |
| 92  | Джо Прімо        | Канада       | 1927–1936            | Торонто Мейпл-Ліфс |
| 93  | Дерріл Сіттлер   | Канада       | 1970–1985            | Детройт Ред-Вінгс  |
| 94  | Джо Сакік        | Канада       | 1988 – 2009          | Колорадо Аваланш   |
| 95  | Домінік Гашек    | Чехія        | 1980 – 2011          | Детройт Ред-Вінгс  |
| 96  | Бейб Пратт       | Канада       | 1935 – 1952          | Бостон Брюїнс      |
| 97  | Джек Стюарт      | Канада       | 1937 – 1953          | Чикаго Блекгокс    |
| 98  | Іван Курнуайе    | Канада       | 1963 – 1979          | Монреаль Канадієнс |
| 99  | Білл Гадсбі      | Канада       | 1946 – 1966          | Детройт Ред-Вінгс  |
| 100 | Френк Найбор     | Канада       | 1912 – 1930          | Торонто Мейпл-Ліфс |

## 100 найкращих гравців за позицією
| Воротар             | Захисник             | Центральний нападник | Лівий нападник        | Правий нападник         |
| ------------------- | -------------------- | -------------------- | --------------------- | ----------------------- |
| 1. Террі Савчук     | 1. Боббі Орр         | 1. Вейн Грецкі       | 1. Боббі Галл         | 1. Горді Хоу            |
| 2. Патрік Руа       | 2. Дуг Гарві         | 2. Маріо Лем'є       | 2. Тед Ліндсей        | 2. Моріс Рішар          |
| 3. Мартін Бродер    | 3. Едді Шор          | 3. Жан Беліво        | 3. Френк Маховлич     | 3. Гі Лефлер            |
| 4. Жак Плант        | 4. Реймонд Бурк      | 4. Марк Мессьє       | 4. Дікі Мур           | 4. Яромір Ягр           |
| 5. Домінік Гашек    | 5. Ніклас Лідстрем   | 5. Гові Моренц       | 5. Джонні Буцик       | 5. Майк Боссі           |
| 6. Глен Голл        | 6. Деніс Потвін      | 6. Стенлі Микита     | 6. Бушер Джексон      | 6. Бретт Галл           |
| 7. Кен Драйден      | 7. Ред Келлі         | 7. Філ Еспозіто      | 7. Люк Робітейлл      | 7. Чарлі Конахер        |
| 8. Білл Дернан      | 8. Леррі Робінсон    | 8. Стів Айзерман     | 8. Олександр Овечкін  | 8. Берні Джеффріон      |
| 9. Джордж Гейнсворт | 9. Пол Коффі         | 9. Боббі Кларк       | 9. Сі Деннені         | 9. Ярі Куррі            |
| 10. Турк Брода      | 10. Кріс Челіос      | 10. Джо Сакік        | 10. Аурель Джоліат    | 10. Теему Селянне       |
| 11. Берні Парент    | 11. Діт Клаппер      | 11. Мілт Шмідт       | 11. Toe Блейк         | 11. Білл Кук            |
| 12. Френк Брімсек   | 12. Тім Гортон       | 12. Генрі Річард     | 12. Брендан Шенаген   | 12. Енді Батгейт        |
| 13. Грант Фюр       | 13. Бред Парк        | 13. Браєн Тротьє     | 13. Мішель Гулі       | 13. Павло Буре          |
| 14. Жорж Везіна     | 14. Ел Мак-Інніс     | 14. Невсі Лалонд     | 14. Дуг Бентлі        | 14. Бейб Дай            |
| 15. Чарлі Гардінер  | 15. Кінг Кленсі      | 15. Сіл Еппс         | 15. Боб Гейні         | 15. Майк Гартнер        |
| 16. Клінт Бенедікт  | 16. Скотт Нідермайер | 16. Марсель Діонн    | 16. Свіні Шрайнер     | 16. Іван Курнуайе       |
| 17. Тоні Еспозіто   | 17. Скотт Стівенс    | 17. Петер Форсберг   | 17. Стів Шатт         | 17. Джером Ігінла       |
| 18. Ед Бельфур      | 18. Браєн Літч       | 18. Сідні Кросбі     | 18. Білл Барбер       | 18. Кем Нілі            |
| 19. Біллі Сміт      | 19. П'єр Пілоте      | 19. Джо Мелоун       | 19. Ілля Ковальчук    | 19. Олександр Могильний |
| 20. Лорн Шабо       | 20. Кріс Пронгер     | 20. Жільбер Перро    | 20. Генрік Зеттерберг | 20. Ленні Мак-Дональд   |